# Paper Tigers
Albums de Caesars
39 Minutes of Bliss (In an Otherwise Meaningless World)
(2003) Strawberry Weed
(2008)
Paper Tigers est un album du groupe suédois Caesars.

## Pistes de la compilation
1. Spirit (4:50)
2. It's Not the Fall That Hurts (2:55)
3. Out There (2:53)
4. Jerk It Out (Åhlund) (2:49)
5. May the Rain (3:12)
6. My Heart Is Breaking Down (2:32)
7. Paper Tigers (4:06)
8. Your Time Is Near (4:43)
9. Throwaway (2:52)
10. Winter Song (3:09)
11. We Got to Leave (3:23)
12. Soul Chaser (4:11)
13. Good and Gone (3:04)

## Singles
- We Got To Leave - réalisé le 16 février 2005 en Suède.
- Jerk It Out - réalisé le 18 avril 2005 au Royaume-Uni.
- CD DINSD274: Jerk It Out / The Longer We Stay Together
- 7" DINS274: Jerk It Out / Up All Night

## À noter
Ce single a été utilisé dans la publicité de l'iPod shuffle, dans la série télévisée britannique Teachers et les jeux vidéo FIFA Football 2004 et SSX 3.